# Rendeux
Rendeux (en való Rindeu) és un municipi belga de la província de Luxemburg a la regió valona. L'1 de gener del 2024 tenia 2.699 habitants. Comprèn les seccions de Rendeux, Beffe, Hodister i Marcourt. Al seu territori hi ha l'arborètum Robert Lenoir.

## Persones
- Anne-Josèphe Théroigne de Méricourt (Marcourt 1762-París 1817): feminista i revolucionària[3]